# Sharon Maguire
Sharon Maguire (* 1960) ist eine britische Filmregisseurin.
Sharon Maguire studierte von 1979 bis 1983 Englisch und Theaterwissenschaft an der Aberystwyth University. Im Postgradualen Studium erlangte sie die Lehramtsbefähigung. Im Anschluss belegte sie an der City University London Publizistik.
Ihr Spielfilmdebüt war 2001 Bridget Jones – Schokolade zum Frühstück, davor führte sie bei mehreren Dokumentarfilmen für die BBC Regie. Ihr Film The Godfather über den amerikanischen Architekten Philip Johnson kam auf die Liste der besten Dokumentarfilme bei dem Montreal World Film Festival. Ihr Dokumentarfilm Rumer Godden: An Indian Affair wurde für den Internationalen Emmy nominiert. 2008 folgte der Film Blown Apart. 2016 führte sie bei Bridget Jones’ Baby, dem dritten Teil der Bridget Jones-Filmreihe, erneut Regie.
2017 wurde sie in die Academy of Motion Picture Arts and Sciences (AMPAS) aufgenommen, die jährlich die Oscars vergibt.

## Filmografie (Auswahl)
- 2001: Bridget Jones – Schokolade zum Frühstück (Bridget Jones’s Diary)
- 2008: Blown Apart
- 2016: Bridget Jones’ Baby
- 2020: Die gute Fee (Godmothered)